# Interserie
Interserie var ett europeiskt sportvagnsmästerskap som kördes parallellt med nordamerikanska Can-Am.

## Interserie 1970-1998
Interserie efterträdde Nordic Challenge Cup som hade körts en enda säsong 1969 i Finland och Sverige. Serien samlade sportvagnsprototyper som annars kördes i sportvagns-VM och den betydligt liberalare Can-Am-serien. Från 1982 dominerades serien av Grupp C-bilar, som tävlade tillsammans med den tidens Can-Am-bilar baserade på ensitsiga formelbilar. Sedan sportvagns-VM kollapsat efter 1992 minskade de stora stallens intresse även för Interserie. Den sista säsongen i det ursprungliga formatet kördes 1998. 

### Säsonger
| Säsong | Mästare                               | Mästare                               | Mästare                               |
| ------ | ------------------------------------- | ------------------------------------- | ------------------------------------- |
| 1970   | Jürgen Neuhaus (Porsche 917)          | Jürgen Neuhaus (Porsche 917)          | Jürgen Neuhaus (Porsche 917)          |
| 1971   | Leo Kinnunen (Porsche 917 Spyder)     | Leo Kinnunen (Porsche 917 Spyder)     | Leo Kinnunen (Porsche 917 Spyder)     |
| 1972   | Leo Kinnunen (Porsche 917/10)         | Leo Kinnunen (Porsche 917/10)         | Leo Kinnunen (Porsche 917/10)         |
| 1973   | Leo Kinnunen (Porsche 917/10)         | Leo Kinnunen (Porsche 917/10)         | Leo Kinnunen (Porsche 917/10)         |
| 1974   | Herbert Müller (Porsche 917/30)       | Herbert Müller (Porsche 917/30)       | Herbert Müller (Porsche 917/30)       |
| 1975   | Herbert Müller (Porsche 908/3 Turbo)  | Herbert Müller (Porsche 908/3 Turbo)  | Herbert Müller (Porsche 908/3 Turbo)  |
| 1976   | Herbert Müller (Sauber C5 BMW)        | Herbert Müller (Sauber C5 BMW)        | Herbert Müller (Sauber C5 BMW)        |
| 1977   | Helmut Bross (Lola T294 BMW)          | Helmut Bross (Lola T294 BMW)          | Helmut Bross (Lola T294 BMW)          |
| 1978   | Reinhold Joest (Porsche 908/3 Turbo)  | Reinhold Joest (Porsche 908/3 Turbo)  | Reinhold Joest (Porsche 908/3 Turbo)  |
| 1979   | Kurt Lotterschmid (TOJ SC205 BMW)     | Kurt Lotterschmid (TOJ SC205 BMW)     | Kurt Lotterschmid (TOJ SC205 BMW)     |
| 1980   | Kurt Lotterschmid (TOJ SC205 BMW)     | Kurt Lotterschmid (TOJ SC205 BMW)     | Kurt Lotterschmid (TOJ SC205 BMW)     |
| 1981   | Roland Binder (Lola T294 BMW)         | Roland Binder (Lola T294 BMW)         | Roland Binder (Lola T294 BMW)         |
| 1982   | Roland Binder (Lola T294 BMW)         | Roland Binder (Lola T294 BMW)         | Roland Binder (Lola T294 BMW)         |
| 1983   | Walter Lechner (March 821 Ford)       | Walter Lechner (March 821 Ford)       | Walter Lechner (March 821 Ford)       |
| 1984   | Klaus Niedzwiedz (Zakspeed C1/8 Ford) | Klaus Niedzwiedz (Zakspeed C1/8 Ford) | Klaus Niedzwiedz (Zakspeed C1/8 Ford) |
| 1985   | Roland Binder (Persy 85-01)           | Roland Binder (Persy 85-01)           | Roland Binder (Persy 85-01)           |
|        | Div. I                                | Div. I                                | Div. II                               |
| 1986   | "John Winter" (Porsche 956)           | "John Winter" (Porsche 956)           | Roland Binder                         |
| 1987   | Walter Lechner (Porsche 962)          | Walter Lechner (Porsche 962)          | Karl Hasenbichler                     |
| 1988   | Jochen Dauer (Porsche 962C)           | Jochen Dauer (Porsche 962C)           | Rolf Götz                             |
| 1989   | Walter Lechner (Porsche 962C)         | Walter Lechner (Porsche 962C)         | Rolf Götz                             |
| 1990   | Bernd Schneider (Porsche 962CK6)      | Bernd Schneider (Porsche 962CK6)      | Rolf Götz                             |
| 1991   | Bernd Schneider (Porsche 962C)        | Bernd Schneider (Porsche 962C)        | Karl Hasenbichler                     |
| 1992   | Manuel Reuter (Kremer CK7 Porsche)    | Manuel Reuter (Kremer CK7 Porsche)    | Karl Hasenbichler                     |
| 1993   | Giovanni Lavaggi (Kremer CK7 Porsche) | Giovanni Lavaggi (Kremer CK7 Porsche) | Ranieri Randaccio                     |
| 1994   | Johan Rajamäki (Footwork FA12 Judd)   | Johan Rajamäki (Footwork FA12 Judd)   | Walter Lechner                        |
|        | Div. I                                | Div. II                               | Div. III                              |
| 1995   | Karl-Heinz Becker                     | Walter Lechner                        | Robbie Stirling                       |
|        | Div. I                                | Div. I                                | Div. II                               |
| 1996   | Robbie Stirling (Lola T92/10)         | Robbie Stirling (Lola T92/10)         | Walter Lechner                        |
| 1997   | Josef Neuhauser (Reynard Judd)        | Josef Neuhauser (Reynard Judd)        | Joachim Ryschka                       |
|        | Div. I                                | Div. II                               | Div. III                              |
| 1998   | Josef Neuhauser                       | Alfred Guldi                          | Martin Krisam Jr.                     |

## Interserie I.S.O. Sprint 1999-
Till säsongen 1999 förlorade Interserie sin status som internationellt mästerskap. Serien organiseras numera av Automobilclub von Deutschland, som anordnar kortare tävlingar i Centraleuropa för äldre formelbilar, huvudsakligen från formel 3.

### Säsonger
| Säsong | Mästare                | Mästare                | Mästare              | Mästare           |
| ------ | ---------------------- | ---------------------- | -------------------- | ----------------- |
| 1999   | Jaromír Zdražil        | Jaromír Zdražil        | Vlasto Matouš        | Karl-Heinz Becker |
| 2000   | Rolf-Thorsten Dietrich | Rolf-Thorsten Dietrich | Frank Schierig       | Josef Neuhauser   |
| 2001   | Christoph Haingartner  | Christoph Haingartner  | Christian Hauser     | Josef Neuhauser   |
| 2002   | Rolf-Thorsten Dietrich | Rolf-Thorsten Dietrich | Jean-Claude Monbaron | Walter Leitgeb    |
|        | Div. II                | Div. II                | Div. III             | Div. IV           |
| 2003   | Rolf-Thorsten Dietrich | Rolf-Thorsten Dietrich | Jean-Claude Monbaron | Walter Leitgeb    |
| 2004   | Peter Milavec          | Peter Milavec          | Thomas Wolfert       | Hans-Peter Voigt  |
|        | Div. I                 | Div. II                | Div. III             | Div. IV           |
| 2005   | Sabrina Hungerbühler   | Hans-Peter Voigt       | Peter Milavec        | Marcel Baierle    |
|        | Div. II                | Div. II                | Div. III             | Div. IV           |
| 2006   | Hans-Peter Voigt       | Hans-Peter Voigt       | Peter Milavec        | Marek Schramm     |
|        | Div. I                 | Div. I                 | Div. II              | Div. III          |
| 2007   | Peter Milavec          | Peter Milavec          | Marcel Baierle       | Hans-Peter Voigt  |
| 2008   | Peter Milavec          | Peter Milavec          | Thomas Conrad        | Hans-Peter Voigt  |
|        | Div. I                 | Div. II                | Div. III             | Div. IV           |
| 2009   | Peter Randlshofer      | Thomas Keller          | -                    | Lars Erichson     |